# Trapania hispalensis
Trapania hispalensis é uma espécie de molusco pertencente à família Goniodorididae.
A autoridade científica da espécie é Cervera & Garcia-Gomez, tendo sido descrita no ano de 1989.
Trata-se de uma espécie presente no território português, incluindo a zona económica exclusiva.